# Pareuthyphlebs
Pareuthyphlebs — рід богомолів родини Toxoderidae. Великі богомоли, поширені на Близькому Сході та в північно-східній Африці. Описано 7 видів.

## Опис
Великі богомоли. На голові лобний щиток має п'ятикутну форму, а на тімені є загострене підвищення посередині, а поблизу складних очей наявні конічні горбки. На кожному з кулеподібних фасеткових очей також присутній невеличкий шипик. Передньоспинка тонка, не дуже довга, задня частина бокових країв з дрібними зубцями. Тазики передніх ніг прості, з шипами. На передніх стегнах наявні 3 дискоїдальні та 11 внутрішніх шипів, на гомілках — 4 зовнішніх і 6 внутрішніх. На стегнах та гомілках двох задніх пар ніг наявний блискучий шов. Обидві пари крил у самиць та самців майже досягають кінця черевця. Надкрила напівпрозорі, задні крила прозорі з темною плямою ззаду поблизу основи. Церки пласкі, з закругленим кінцем.

## Ареал та різноманіття
Типовий вид роду — Pareuthyphlebs occidentalis.
До роду належать 7 видів
- Pareuthyphlebs arabica La Greca & Lombardo, 1983
- Pareuthyphlebs occidentalis Werner, 1928
- Pareuthyphlebs palmonii Uvarov, 1939
- Pareuthyphlebs popovi Kaltenbach, 1991
- Pareuthyphlebs scorteccii La Greca & Lombardo, 1983
- Pareuthyphlebs somalica  Beier, 1930
- Pareuthyphlebs uvarovi La Greca, 1952